# 斯塔鎮區 (堪薩斯州克勞德縣)
斯塔鎮區（英語：Starr Township）或斯塔爾鎮區，為位在美國堪薩斯州克勞德縣的鎮區。2010年美国人口普查中該鎮區人口有624人。

## 地理
斯塔鎮區涵蓋面積92.24平方（35.61平方英里），境內設有一座城市：米爾頓韋爾。

### 墓園
根據美國地質調查局的資料，此鎮區擁有1座墓園：
- 米爾頓韋爾墓園（Miltonvale Cemetery）

## 人口統計
根據2010年美國人口普查，斯塔鎮區人口有624人，人口密度為6.77人/每平方公里。此鎮區居民之種族有97.92%為白人；0%為非裔美洲人；0.16%為美洲原住民；0.16%為亞洲人；0%為太平洋島民；0.48%為其他種族；另外有1.28%為混血種族。而西班牙裔或拉丁裔美洲人佔此鎮區人口的1.44%。

## 外部連結
- US-Counties.com
- City-Data.com （页面存档备份，存于）